# Strategie (časopis)
Strategie, byl měsíčník vydávaný vydavatelstvím Mladá fronta, a.s. v období 1993 - 2016. Zaměřoval se na dění v oblasti tuzemského firemního marketingu a obecně marketingové scény. Zabýval se reklamními kampaněmi ve sdělovacích prostředcích, venkovní reklamou, podporou prodeje, direct marketingem, public relations a výstavami a veletrhy. Spolu s původními články a materiály přinášel i pravidelné přehledy největších zadavatelů reklamy v médiích, sledovanosti TV i čtenosti, nákladů a inzerce u tištěných titulů.

## Internetový portál Strategie.cz
Časopis, který kromě kopií článků z tištěného čísla (ty z aktuálních čísel jsou zpoplatněné) přináší výběr z ekonomického a mediálního zpravodajství ČTK.

## Agentura roku
Od roku 1999 vyhlašoval časopis soutěž Agentura roku. V jejím rámci bylo vyhlášeno pořadí nejlepších reklamních a mediálních agentur za kalendářní rok. Žebříček byl sestaven ve spolupráci s Asociací komunikačních agentur (AKA).
Soutěž oceňovala agentury v následujících kategoriích:
- Agentura roku – vyhlašují se první tři místa, jedná se o Grand prix celé soutěže. Titul získá agentura, které se podaří uspět na mezinárodních i tuzemských festivalech kreativity a efektivity reklamy, zhodnocena je i výkonnost (tj. kolik klientů prošlo agentuře „pod rukama“) a výše investice do nákupu reklamního prostoru. Zhodnoceny jsou i výsledky výzkumu mezi nejvýznačnějšími klienty.
- Cena za kreativitu
- Cena za soutěže
- Cena za image
- Mediální agentura roku – první tři místa, která jsou určena pro nejúspěšnější mediální agentury za uplynulý kalendářní rok.

V rámci soutěže se také udělovali ceny jednotlivcům či skupinám – tzv. Best of Best, a to slovotepcům, artdirectorům, kreativním ředitelům a kreativním týmům.

## Faktické údaje
- ISSN 1210-3756